# Marionia blainvillea
Marionia blainvillea é uma espécie de molusco pertencente à família Tritoniidae.
A autoridade científica da espécie é Risso, tendo sido descrita no ano de 1818.
Trata-se de uma espécie presente no território português, incluindo a zona económica exclusiva.